# Depósito sedimentar
Os depósitos sedimentares são constituídos por sedimentos originados por intempérie e erosão de rochas já existentes que, ao serem deslocados e depositados em uma bacia sedimentar, sofrem o processo de diagênese. Os agentes transportadores podem ser diversos, como por exemplo rios, vento, geleiras e até mesmo a gravidade pode atuar como tal.  Os detritos normalmente são depositados em meio líquido aquoso, e, da mesma forma que sedimentos transportados eolicamente, são decantados pela ação da gravidade e constituem as rochas denominadas como sedimentares detríticas, como argilitos, siltitos, arenitos, conglomerados, entre outros. Após a deposição dos sedimentos na bacia, é necessário que passem pelo processo de litificação, que é constituído de diversas mudanças, principalmente de condições de pressão e temperatura, para que se transformem em rochas sedimentares.
Sua composição mineralógica e química é extremamente complexa devido a grande variedade de sedimentos derivados de rochas preexistentes de diferentes ambientes geotectônicos, além da possibilidade de coexistirem fragmentos de rochas, minerais, detritos orgânicos, entre outros. Contudo, de acordo com Sgarbi et Al. 2008, alguns  compostos, geralmente iônicos,  presentes no  meio  sedimentar  podem  ser  precipitados como  sólidos  a  partir  de  sua concentração  no  solvente,  dependendo  das  condições  de  saturação,  temperatura  e potencial hidrogeniônico  (pH) do  meio, denominadas  rochas sedimentares  não detríticas. Exemplos desse tipo de rocha são os evaporitos e calcários. 
Enquanto as rochas ígneas e metamórfica representem a maior parte da crosta terrestre, as rochas sedimentares e sedimentos correspondem cerca de 5% dela, que por fim prefazem menos de 1% do volume da Terra como um todo. Apesar disso, são elas que apresentam maior área de exposição na superfície, cerca de 75% da totalidade de área exposta e 90% do ambiente marinho. No final, observa-se que 80% a 90% das rochas expostas na superfície terrestre são de origem sedimentar. 
Essas rochas, apesar de possuírem um volume bem menos expressivo do que as rochas ígneas e metamórficas, abrigam a maior parte dos grandes eventos ocorrentes na Terra ao longo do tempo geológico, como extinções em massa, evoluções de espécies, mudanças climáticas, características ecológicas e geográficas de diferentes períodos de tempo, entre outros. 
Vale ainda ressaltar a grande importância dos depósitos sedimentares na evolução da humanidade. Devido a grande seletividade causada pela diferença de densidades durante a deposição de sedimentos em meio aquoso, minerais com maior peso específico podem se concentrar e serem constituintes de reservas minerais de grande importância, como de ouro, diamante, entre outros. Além disso, possuem expressiva participação na indústria, principalmente a de construção civil, sendo na produção de areia, brita, cal e argilas. As rochas sedimentares também abrigam toda a reserva de petróleo mundial, gás natural, carvão, fosfatos, evaporitos, calcários e a maior parte das reservas de água subterrânea.

## Ambientes continentais
O transporte e deposição de sedimentos em ambientes continentais ocorrem de acordo com as condições que os caracterizam, como clima, topografia e tectônica. Com o suporte dos variados tipos de agentes de transporte, sedimentos são depositados no continente nos ambientes: leque aluvial, fluvial, desértico, lacustre e glacial.

### Ambiente desértico
Uma região com ausência ou pouca vegetação, geralmente rarefeita e escassa, é a representação de um ambiente desértico.  Como a taxa de precipitação potencial é inferior a taxa de evaporação pluvial, o vento nesse ambiente se configura como principal agente de erosão e sedimentação de detritos, predominando então o intemperismo físico das rochas. São reconhecidos os três tipos extremos de deserto:
1. Polar ou frio: Presença de coberturas de gelo (1 a 2km) e frio extremo. Característico de latitudes mais altas, nas quais a umidade se encontra quase em totalidade congelada inviabilizando crescimento de vegetação, mesmo que rasteira.
2. Quente ou subtropical: Localizado em latitudes entre 15 e 30 a norte ou sul do Equador. Predomina alta pressão e baixa pluviosidade.
3. Costeiro ou litorâneo: Há a influência de correntes oceânicas frias.

#### Depósitos eólicos
Os depósitos sedimentares de origem eólica são constituídos por deposição de sedimentos de tamanho areia, originados pela erosão eólica, transportados pelo vento em ambiente continental ou costeiro, de clima úmido à arido. Esses depósitos ocorrem devido a desaceleração do vento por causa de depressões ou obstáculos no relevo que agem como barreira. A deposição dos sedimentos desse ambiente propicia a formação de fácies sedimentares distintas, com dimensões, texturas e estruturas diversas próprias. Podem interagir com outros sistemas, gerando sistemas transicionais.
Em termos granulométiricos, em sua maioria, possuem alta homogeinedade e alto grau de esfericidade de partículas. Apesar de extremamente comuns  no ambiente desértico, podem haver localmente depósitos subaquosos de rios efêmeros (wadi ou oued), além de relacionados a lagos temporários (playa lakes ou sabkas continentais) junto a sedimentos eólicos.
- Depósitos de Reg: coberturas superficiais em áreas planas intradunares com clastos de tamanho seixo a matacão in situ, normalmente bem angulosos, cuja origem se dá pela remoção de sedimentos finos pelo vento. Podem ocorrer localmente inselbergs, que são escarpas verticalizadas. Podem ser encontrados na Líbia e Egito.
- Depósitos lacustres desérticos: De acordo com SUGUIO 2003, esses depósitos são acumulados no fundo de lagoas temporárias, geradas a partir de drenagens de regiões montanhosas ao redor. As bacias de retenção de água formam depressões rasas. Quando secam, os depósitos são cimentados por evaporitos. Suas estruturas típicas sedimentares são laminações paralelas constituídas por silte e argila com intercalações de areias quartzíticas e gipsíticas. Ocorrem também tipicamente diques clásticos, que são preenchimentos de gretas de ressecamento.
- Depósitos de Wadi: Caracterizados por baixa razão de água e sedimento sedimentados por rios temporários quase sempre entrelaçados. As estruturas típicas são micro e macro ondulações com estratificações cruzadas. Normalmente são associados a leques aluviais, podendo exibir gretas de contenção.
- Depósitos de lençóis eólicos: Depósitos formados por sedimentação de ventos de alta velocidade, com transporte de areia de diversas granulometrias
- Depósitos de dunas eólicas: São feições mais típicas de depósitos arenosos eólicos, que podem assumir as mais diversas formas considerando fatores como vegetação, tipo e fornecimento de areia. Se essa areia for acumulada em regiões mais planas, é formado o mar de areia.
- Depósitos de Loess: Constituidos por sedimentos não estratificados granulometricamente bem selecionados, de tamanho silte em maioria e menores quantidades de areia e argila. Recobrem áreas de milhares quilômetros, tendo 50 ou mais metros de espessura.

### Ambiente glacial
O ambiente glacial é limitado aos extremos polos da terra, além de altas montanhas, como himalaias e os alpes. O agente principal de processos geológicos deste ambiente são as geleiras, formadas pelo acúmulo de gelo causado pela associação de baixas temperaturas à baixas taxas de evaporação e altas taxas de precipitação de neve.  Na formação das geleiras, a neve é recristalizada e compactada, contendo também água de degelo e fragmentos rochosos que fluem para fora dos campos de neve pela ação da gravidade.

#### Depósito glacial
A fase de recuo das geleiras se configura como o principal período de sedimentação nesse ambiente, no qual a maioria dos sedimentos em transporte é despejado na forma de morena terminal.
Esse recuo é acompanhado por degelo e parte dos depósitos é retrabalhado subaquaticamente, que dependendo do grau de retrabalhamento, podem adquirir características mescladas e são chamados fluvioglaciais. Genericamente, eles podem ser divididos em:
- Depósitos não estratificados: Representados por sedimentos de morena basal. A granulometria e composição mineralógica são diversas.
- Depósitos estratificados: Constituídos por acumulo de material de morenas internas depositadas durante a fase de degelo aliado a retrabalhamento. Podem ser subdivididos em dois grupos:
  - Proglaciais: sedimentados sob planícies de lavagem glacial ou ambientes marinhos fora dos limites das geleiras
  - Contato glacial: sedimentos subaquosos gerados durante o contato das geleiras, podendo apresentar interestratificações com depósitos não estratificados. Engloba os depósitos Esker, kame e drumlin.
    - Esker: constituído por sedimentos de granulometria grossa, mas variada, de origem fluvioglacial. Tem aspecto de ‘’cordão’’, podendo ter 40 a 50 m de altura e 500 a 600m de largura, se estendendo paralelo a direção de fluxo da geleira. Ocorrem em tuneis internos a geleiras, por onde passam as aguas originadas de degelo, gerando estruturas semelhantes a de depósitos fluviais.
    - Kame: Depósitos gerados a partir da sedimentação próxima as margens de geleiras, por contato glacial na forma de montículos, composto por areias e cascalhos de origem fluvioglacial com estratificações.
    - Depósito de Varve: depósitos rítmicos da parte central de lagos periglaciais gerados a partir de morenas terminais. Os sedimentos mais grossos são depositados nas margens e as argilas permanecem em suspensão, sendo depositadas mais lentamente. Durante o verão, o suprimento de sedimentos é mais intenso devido ao alto índice de degelo, enquanto no inverno, ele é reduzido. Suas espessuras tendem a refletir as variações climáticas durante o ano.

### Ambiente fluvial
Os rios, além de serem agentes fundamentais para o transporte de sedimentos do continente em direção aos oceanos, são também importantes ambientes de sedimentação, no que tange sua variedade morfológica e ampla distribuição na superfície da Terra.
Da cabeceira à desembocatura, um rio passa por ambientes com condições que podem variar quanto ao clima, declividade, descarga de sedimentos, largura e profundidade. Adaptando-se a essa variação e refletindo o ambiente por onde passa, o canal do rio apresenta variados padrões, sendo os três principais: retilíneo, entrelaçado, meandrante. Esse é um fator determinante para a maneira como os sedimentos serão depositados no ambiente fluvial, pois interfere na velocidade do fluxo e da carga sedimentar. Nesse contexto, dois padrões principais e contrastantes serão abordados: meandrante e entrelaçado.

#### Ambiente fluvial entrelaçado
Canais de rios entrelaçados têm como principal característica a alta energia do transporte de sedimentos, sendo bem desenvolvidos em planícies de lavagem, leques aluviais e deltaicos. Sua morfologia é caracterizada pela grande densidade de canais e barras arenosas, que promovem ramificações estendidas ao longo de todo o percurso.
Nesse ambiente é comum a predominância de carga de fundo de alta granulometria, uma vez que o fluxo de alta energia é capaz de carregar grãos maiores para deposição. A fácies de canais entrelaçados, portanto, constituem conglomerados na base, seguidos por arenitos com estratificações cruzadas tabulares e acanaladas, em geral com granodecrescência.

#### Ambiente fluvial meandrante
Rios meandrantes, chamados assim devido à presença de meandros formados pela grande sinuosidade do canal, caracterizam-se pela predominância de carga em suspensão. São associados às partes do rio mais próximas à jusante, refletindo um ambiente de baixa energia como resultado do baixo gradiente topográfico e da baixa velocidade de fluxo.
A coluna estratigráfica representativa do canal meandrante é variada em função da migração dos meandros e da configuração do canal, que envolve barras em pontal, diques marginais e planícies de inundação, além do canal simples. A migração dos meandros está associada ao avanço sedimentológico desse ambiente, que acumula sedimentos nas barras em pontal pela acreção lateral e erode o dique marginal, simultaneamente. Além disso, a sensibilidade do rio frente às variações pluviométricas leva aos períodos de cheia, responsáveis por transportar sedimentos fluviais para as planícies de inundação.
Como resultado, a coluna representativa constitui conglomerados na base, seguidos por arenitos com estratificação cruzada e marcas onduladas assimétricas e pelitos com gretas de contração, podendo haver repetição pela alternância de momentos de sedimentação.

#### Leque aluvial
Os leques aluviais estão relacionados com terrenos irregulares associados a movimentos de massas de pequeno ou grande porte. Eles recebem essa denominação devido à estrutura gerada por esse ambiente deposicional que remete ao formato de um leque.
Eles são ambientes continentais que tem alta energia de transporte, todavia os sedimentos normalmente não se deslocam muitos metros ou quilômetros, pois eles são mal selecionados, ou seja, contém materiais de todas as granulometrias. Sendo assim, as rochas sedimentares geradas nesses ambientes são compostas por granulometrias que variam desde silte e argila até cascalhos, seixos e matacões.
Ademais, a gravidade é um forte auxiliador para o transporte desses sedimentos, porque quanto mais irregular for o terreno, mais presente será a ação da gravidade terrestre. Esse processo está interligado com os movimentos de massas, fator importante para formação dos leques aluviais.
Esse fluxo de detritos presente nos leques aluviais realizam uma suavização do terreno normalmente acidentados. Além disso, esse tipo de ambiente deposicional está, comumente, relacionado com regiões onde o clima é árido ou semi-árido.

##### Divisão
Os leques aluviais podem ser divididos em duas categorias, pois eles se diferem bastante na energia de transporte e na deposição dos sedimentos.
- Leque proximal: As fácies proximais têm maior energia por conta, sobretudo, da gravidade. Por isso, os sedimentos nesta porção são mal selecionados e composto por granulometrias maiores. As rochas formadas nessa zona são basicamente diamictitos, conglomerado, brechas e arcósios.
- Leque distal: As fácies distais têm menor energia para transporte, então somente sedimentos menores serão trabalhos nesta porção. Entretanto, os sedimentos continuam mal selecionados. Com isso, as rochas comumente encontradas são arcósios, arenitos grossos e arenitos imaturos.

### Ambiente lacustre
Os lagos são corpos d’água cercados por terra e podem ser compostos por água doce, salgada ou salobra. Não existe uma diferença entre os termos “lago” e “lagoa”, mas normalmente utilizam esse nomes para definir o tamanho do corpo hídrico, sendo a palavra “lago” para extensões muito maiores (como o Lago Vitória, leste africano) e “lagoa” para proporções menores (como a Lagoa Rodrigo de Freitas, Rio de Janeiro).
Existem diversas formações para os lagos, como a abertura de um rift, redução do nível do oceano, chuva acumulada em depressões topográficas ou, até mesmo, por ações antrópicas. No Brasil, por exemplo, é muito comum a construção de barragens para geração de energia por meio das hidrelétricas. Por isso, as represas formadas pela obstrução dos cursos dos rios podem ser consideradas um ambiente deposicional do tipo lacustre.

#### Tipo de sedimentação
A sedimentação em ambientes lacustres normalmente estão relacionamento com movimentos de massa, com ação do intemperismo e com o desaguar de rios em seus corpos hídricos. Além disso, é preciso levar em consideração a energia em cada porção do lago para o compreendimento de sua sedimentação.
Por exemplo, nas bordas dos lagos, os sedimentos chegam com maior velocidade, logo com maior energia, no qual vai se dissipando até o interior do corpo d’água. Dessa forma, grãos maiores estarão dispostos mais próximos as bordas, provocando conglomerados, brechas e arenitos imaturos. Enquanto no centro do lago haverá a sedimentação de argilas, siltes e íons, já que estas regiões são mais calmas, o que possibilita partículas finas se decantam para o fundo do lago.

## Ambientes transicionais
Os ambientes transicionais são uma mistura de ambientes marinhos e não marinhos, tais como praias, golfos e áreas atingidas pelas marés.

### Ambiente deltaico
O ambiente de sedimentação deltaico é formado pelo encontro de um curso fluvial com um corpo permanente de água, de forma que haja um déficit de energia suficiente para depositar os sedimentos em relativa proximidade da desembocadura. A maneira como os sedimentos serão depositados depende do regime fluvial, dos processos costeiros, dos fatores climáticos e do comportamento tectônico
- Regime Fluvial: Canais entrelaçados tendem a apresentar grandes variações de descarga anual, enquanto canais meandrantes exibem pequenas variações;
- Processos costeiros: Deltas podem ser predominantemente influenciados pelo rio, pelas ondas ou pelas marés;
- Fatores Climáticos: Cursos fluviais e deltas sofrem influência das variações climáticas a partir da intensidade de atuação dos processos físicos;
- Comportamento tectônico: Sedimentações em deltas são mais espessas quando ocorrem em momentos de rápida subsidência. Em áreas de tectônica estável ou de subsidências lentas formam-se sequências deltaicas mais delgadas

#### Divisão
As subdivisões de um delta ocorrem em função da sua posição no percurso entre o curso fluvial e o corpo d’água onde ele se direciona. Dessa forma, delimita-se: planície deltaica, frente deltaica e pró-delta.
- Planície Deltaica: Classifca-se como a parte subaérea, incluindo os canais distributários e as planícies entre eles. A sedimentação se dá em depósitos de preenchimento de canais, preenchimento de diques naturais, preenchimento de planícies, pântanos e lagos;
- Frente Deltaica: Representa a parte frontal de deposição deltaica, onde há decréscimo de energia e depositam-se areias grossas estratificadas subordinadamente intercaladas com pelitos. É comum que sejam identificados ciclos de granocrescência;
- Pró Delta: Compreende a parte final do ambiente deltaico, onde há baixa energia e sedimentos argilosos são depositados. Há, ainda, presença de matéria orgânica, originando os folhelhos carbonosos.

### Ambiente praial
O ambiente praial ou costeiro é caracterizado pelo retrabalhamento, sobretudo,  de areias com diferentes granulometrias. Isso acontece por vários processos hidrodinâmicos presentes na área litorânea, como o impacto das ondas, o movimento bimodal das marés e os movimentos das correntes costeiras. Entre esses processos, a praia é praticamente controlada pela ação das ondas que podem ser de alta ou baixa energia.
Muito seres vivos marinhos são encontrados no ambiente praial, mas eles não são preservados em fósseis normalmente, porque são regiões turbulentas devido à arrebentação das ondas. Este forte movimento de massas d’água provocam o retrabalhamento contínuo das areias presentes na costa litorânea.
Vale lembrar que o ambiente praial extrapola em muito a “praia propriamente dita”, pois ele se estende para regiões permanentemente subaquosos, indo além da parte de arrebentação das ondas.

#### Divisão
A praia pode ser dividida, de modo geral, em 4 setores, que podem nem sempre todos estarem presentes. São eles:
- Dunas: Região mais adentro do continente que, muitas vezes, não está presente nas praias. Além, de serem marcada por estratificações cruzadas de grande porte
- Pós-Praia: Região entre as dunas e o oceano, que é permanentemente seca e caracterizada por areias bem selecionada e com estratificação planar. Pode se estender de poucos a muitos metros, pois depende da carga de sedimentos que a praia recebe durante milhões de anos.
- Praia ou Estirâncio: Região mais conhecida como “praia” pelas pessoas. Onde ocorre a arrebentação das ondas, o espraiamento (local de vai e vem das ondas), zona de surf (caminho das ondas após sua arrebentação) e porção entre a maré alta e maré baixa (zona de intermarés).
- Antepraia: região antes da formação das ondas, ou seja, mais adentro do oceano. Sendo assim, é uma porção da praia mais calma e capaz de depositar partículas finas por decantação; Porção com maior concentração de fósseis e permanentemente subaquosa.

#### Tipo de sedimentação
Os sedimentos acumulados na praia sofreram transporte do continente para o oceano, principalmente trazidos pelos rios. Por isso, a praia encontra diferentes granulometrias em sua área de extensão. Entretanto, a granulometria mais evidente desse ambiente deposicional é o tamanho areia, porque os cascalhos são muito pesados para sofrerem transporte efetivo até o pós-praia ou estirâncio, enquanto o silte e a argila permanecem em suspensão dentro d’água.
Além disso, esse sedimento está muito relacionado com o mineral quartzo, pois é o principal componente da areia, mas em regiões próximas a recifes pode ter forte influência de “areias calcárias” advinda das conchas e de corais retrabalhados pelas ondas.
A praia contêm várias estruturas sedimentares, como estratificação planar e cruzada, marcas de ondas simétricas e assimétricas, além de uma estrutura curiosa chamada hummocky. O hummocky é um truncamento de camadas de sedimentos causadas por ondas de tempestade, pois elas escavam o fundo do ambiente praial (principalmente na área de antepraia) e quebram a linearidade de um estrato sedimentar.
Por fim, há regiões onde ocorre o processo chamada de corrente de retorno (Rip Current), onde são criadas grandes valas no fundo da praia. São regiões que surgem fortes correntes em direção ao oceano, impossibilitando ou dificultando a formação de ondas nesta localidade. Vale lembrar que ao se banhar no mar, é bom permanecer atento a essas porções da praia, pois são os pontos de maiores vítimas de afogamento em marinhos no Brasil.

### Ambiente de planície de maré
A planície de maré é um ambiente característico de áreas costeiras e que são influenciados pelas marés marinhas altas e baixas. Esse ambiente pode se estender por quilômetros ao longo da margem litorânea, porém não consegue alcançar muitos metros para dentro do continente, já que ele depende das intensidades da maré naquele local.
Além disso, esse ambiente é comum em regiões muito planas e com baixa energia de sedimentação, possibilitando que os grãos depositados tenham uma exposição subaérea na baixa maré. A planície de maré, normalmente, está associada a estuários, lagunas, deltas, baías ou atrás de ilhas-barreiras.
Com isso, esse ambiente está bastante relacionado com manguezais, onde é um importante local para flora e fauna marinha. A flora, por meio de suas raízes principalmente, reduz a velocidade e a força da erosão das ondas oceânicas, elevando suavemente a maré. Enquanto para a fauna é considerado um berçário da vida marinha, mas os animais mais comuns de serem encontrados nos manguezais são os caranguejos, bivalves, gastrópodes, vermes, peixes e entre outros bichos. Sendo assim, a planície de maré é um ambiente comum para encontrar fósseis diretos e/ou indiretos.

#### Divisão
A planície de maré é dividida em três zonas, levando em consideração os aspectos biogênicos, estruturas e texturas dos sedimentos.
- Zona de Supramaré: Região mais distante da costa litorânea, com pouco ou nenhum contato com a água
- Zona de Intermaré: Região intermediária, ficando completamente submersa durante a maré alta e exposta na maré baixa; Tem a maior intensidade de atividade biótica
- Zona de Inframaré: Região mais profunda e mais adentro do oceano, estando completamente submersa. Apresenta canais formados pela velocidade das maré, principalmente de retorno.

#### Tipo de sedimentação
As planícies de maré são ambientes de baixa energia, ou seja, não tem muita força para o transporte de sedimentos com proporções maiores, como seixos ou areias grossas. Portanto, é comum a sedimentação de argilas, de silte e de areias muito finas.
Devido ao movimento bimodal das marés (ora para dentro do continente, ora para dentro do oceano), a sedimentação gera estruturas típicas, como estratificações cruzadas espinha-de-peixe e flaser; laminações paralelas; marcas de ondas (ripples marks) e microondulações.
Vale ressaltar que no ramo da paleontologia, neste ambiente existem biortubações, que são buracos escavados por animais e são preservados nas rochas. A biortubação é considerado um icnofóssil, ou seja, um fóssil indireto.

## Ambiente marinho
Os ambientes marinhos incluem aqueles próximos à costa, área litorânea rasa, zona litorânea profunda, assim como ambientes de águas profundas.

### Ambiente marinho raso
No ambiente marinho raso se encontram materiais sedimentares formados principalmente por processos biológicos e assim, não são afetados por fornecimento de detritos. No entanto, quando há o aumento da oferta clástica, há a redução da taxa de formação de carbonato de cálcio. Além disso, esses sedimentos estão sujeitos a ação de ondas e tempestades.

#### Carbonatos
Os calcários são rochas sedimentares que são formadas principalmente em ambiente marinho raso. A maior parte do carbonato de cálcio vem de fontes biológicas como animais invertebrados e algas.
O tamanho do grãos dos materiais depositados são determinados pelos processos biológicos geradores e não pelas ondas ou corrente. A produção de material carbonático por organismos é rápida em termos geológicos e ocorrem a taxas que acompanham mudanças na profundidade da água devido a subsidência tectônica ou eustasia.

#### Evaporitos
Ocorre a precipitação de minerais que foram evaporados, como gipsita, anidrita e halita quando porções da água do mar se encontram parcialmente ou totalmente isoladas do mar aberto. O fator fundamental para a ocorrências desses depósitos é o clima, a água do mar pode se tornar suficientemente concentrada para que a precipitação ocorra se a taxa de perda por evaporação exceder a entrada de água. Esses ambientes áridos são encontrados principalmente em regiões subtropicais

#### Depósitos clásticos
As características de deposição em plataformas e marés epicontinentais com territórios abundantes apresentam o suprimentos de clásticos controlado pelos processos de ondas, tempestades e marés. As características das areias depositadas em plataformas modernas podem ser determinadas por investigação geofísica como perfis sísmicos rasos que podem fornecer também estruturas.

#### Costa
Partes mais rasas da plataforma e do mar epicontinental estão dentro da zona de profundidade para a ação das ondas, sendo assim os sedimentos estão sujeitos ao retrabalhamento por ondas. Por isso, é comum a presença de ripple marks e estratificações.

#### Zonas de tempestades
Nessas regiões as areias são depositadas e retrabalhadas por tempestades. Esses processos criam condições para a formação de estruturas como estratificações cruzadas do tipo hummocky. 

### Ambiente marinho profundo
Os oceanos profundo são as maiores áreas de acúmulo de sedimentos na Terra, mas eles são também o menos compreendido. Os sedimentos das bordas das bacias oceânicas são levados para fora da bacia por fluxos de massa movidos por gravidade, correntes de turbidez e de detritos.
As águas superficiais são ricas em vida, mas abaixo da zona fótica os organismos são mais raros e no fundo do mar a vida é relativamente escassa. Os organismos que vivem no oceano fornecem uma fonte de sedimentos na forma de conchas e esqueletos quando morrem. Essas fontes de detritos pelágicos estão presentes em todos os oceanos, variando em quantidade de acordo com o clima superficial e produtividade biogênica relacionada.

#### Depósito de fluxo de detritos
Há uma remobilização de uma massa de sedimentos mal classificados da borda da plataforma. A presença de uma forte inclinação resulta em um fluxo de detritos que viaja para baixo e para fora da planície da bacia. A superfície superior desse tipo de depósito apresenta sedimentos mais finos devido a diluição ocorrida em fluxo subaquático.

#### Turbiditos
É formado por misturas diluídas de sedimento com água que movem-se como fluxo de massa sob a gravidade. Se tratam dos mecanismos mais importantes de movimentação de material cístico grosseiro em ambientes marinhos profundos. Essas correntes de turbidez carregam quantidades variáveis de lama, areia e cascalho para a planície da bacia. Os depósitos turbiditos  podem variar em espessura de alguns milímetros para deenas de metros.

#### Fan submarino
Um fan submarino é um corpo de sedimentos no mar depositado por processos de fluxo de massa em forma de fan (ventilador). Pode ser formado por qualquer tipo de material clástico, mas a maior parte é formada por sedimentos terrígenos Eles variam de tamanho de quilômetros para sistemas deposicionais cobrindo mais de um milhão de quilômetros quadrados. A morfologia e o caráter deposicional são controlados pela composição do material fornecido como as proporções de cascalho, areia e lama presentes.

#### Depósitos quimiogênicos
Uma variedade de minerais se precipita diretamente no chão do mar, como zeólitas, sulfatos, sulforetos e óxidos. Os óxidos são principalmente de ferro ou manganês, que é derivado de fontes hidrotermais ou do intemperismo de rochas continentais e se concentram em nódulos.

## Referência Bibliográfica
- GIANNINI, P.C.F. . Depósitos e Rochas Sedimentares. In TEIXEIRA, Wilson et Alli. Decifrando a Terra (pg. 285-301). São Paulo: Oficina de Textos, 2000 ISBN 85-86238-14-7
- NICHOLS, Gary. Sedimentology and Stratigraphy. Second Edition. Wiley-Blackwel. 2009.
- SAWAKUCHI, A.O. 2006. Morfometria e simulação numérica de campos de dunas costeiros: estudo baseado em exemplos brasileiros. Tese de doutoramento. Instituto de geociências. Programa de Pós-Graduação em Geologia Sedimentar. Universidade de São Paulo. 319p.
- SGARBI, Geraldo Norberto Chaves. Petrografia macroscópica das rochas ígneas, sedimentares e metamórficas. Belo Horizonte: Ed. UFMG, c2007. 559 p.
- SUGUIO, K. Geologia Sedimentar. Universidade de São Paulo. Edgard Blucher. 1ª ed. 2003
- SUGUIO, K. Rochas Sedimentares: Propriedades, Gênese e Importância Econômica. 1ª ed. São Paulo, 1982.
- TEIXEIRA, W.; TOLEDO, M. C. M.; FAIRCHILD T. R.; TAIOLI, F. Decifrando a Terra. São Paulo: Oficina de Textos, 2000.